# Kevin Neufeld
Kevin Neufeld, kanadski veslač, * 6. november 1960, St. Catharines, Ontario, Kanada, † 26. februar 2022, Victoria, Britanska Kolumbija, Kanada.
Neufeld je bil član kanadskega osmerca, ki je na Poletnih olimpijskih igrah 1984 v Los Angelesu osvojil zlato medaljo.